# Saint-Estèphe, Gironde

Saint-Estèphe este o comună în departamentul Gironde din sud-vestul Franței. În 2009 avea o populație de 1.677 de locuitori.

## Evoluția populației
| An        | 1975  | 1982  | 1990  | 1999  | 2006  | 2009  |
| --------- | ----- | ----- | ----- | ----- | ----- | ----- |
| Populație | 2.317 | 2.118 | 1.918 | 1.799 | 1.683 | 1.677 |